# Großsteingrab Emmen-Noord
Das Großsteingrab Emmen-Noord ist eine megalithische Grabanlage der jungsteinzeitlichen Westgruppe der Trichterbecherkultur in Emmen in der niederländischen Provinz Drenthe. Es trägt die Van-Giffen-Nummer D41.

## Lage
Das Grab befindet sich am nordwestlichen Ortsrand von Emmen am Odoornerweg. In der näheren Umgebung gibt es zahlreiche weitere Großsteingräber. 750 m südlich befindet sich das Großsteingrab Emmen-Schimmeres (D43), 1,1 km westsüdwestlich das Großsteingrab Westenesch-Noord (D42), 1,2 km nördlich die drei Großsteingräber bei Emmerveld (D38–D40), 1,6 km südwestlich das Großsteingrab Westenesch (D44) und 1,8 km ostsüdöstlich das Großsteingrab Emmerdennen (D45). 2,2 km nördlich lag das zerstörte Großsteingrab Weerdinge (D37a).

## Forschungsgeschichte

### 19. Jahrhundert
Das Grab wurde 1809 von einem Steinsucher entdeckt und von Johannes Hofstede untersucht, der die Hügelschüttung abtrug und die Grabkammer für die damalige Zeit außergewöhnlich gut dokumentierte. Leonhardt Johannes Friedrich Janssen, Kurator der Sammlung niederländischer Altertümer im Rijksmuseum van Oudheden in Leiden, besuchte 1847 einen Großteil der noch erhaltenen Großsteingräber der Niederlande, darunter auch das Grab von Emmen-Noord, und publizierte im folgenden Jahr das erste Überblickswerk mit Baubeschreibungen und schematischen Plänen der Gräber. Janssens Nachfolger Willem Pleyte unternahm 1874 zusammen mit dem Fotografen Jan Goedeljee eine Reise durch Drenthe und ließ dort erstmals alle Großsteingräber systematisch fotografieren. Auf Grundlage dieser Fotos fertigte er Lithografien an. Conrad Leemans, Direktor des Rijksmuseums, unternahm 1877 unabhängig von Pleyte eine Reise nach Drenthe. Jan Ernst Henric Hooft van Iddekinge, der zuvor schon mit Pleyte dort gewesen war, fertigte für Leemans Pläne der Großsteingräber an. Leemans’ Bericht blieb allerdings unpubliziert. 1878 erfolgte eine Dokumentation durch William Collings Lukis und Henry Dryden, die auf Anregung von Augustus Wollaston Franks die Provinz Drenthe bereisten und dabei sehr genaue Grundriss- und Schnittzeichnungen von 40 Großsteingräbern anfertigten.

### 20. und 21. Jahrhundert
Zwischen 1904 und 1906 dokumentierte der Mediziner und Amateurarchäologe Willem Johannes de Wilde alle noch erhaltenen Großsteingräber der Niederlande durch genaue Pläne, Fotografien und ausführliche Baubeschreibungen. Seine Aufzeichnungen zum Grab von Emmen-Noord sind allerdings verloren gegangen. 1918 dokumentierte Albert Egges van Giffen die Anlage für seinen Atlas der niederländischen Großsteingräber. 1960 führte van Giffen gemeinsam mit Poul Kjaerum eine Untersuchung durch. Seit 1983 ist die Anlage ein Nationaldenkmal (Rijksmonument). 2017 wurde die Anlage zusammen mit den anderen noch erhaltenen Großsteingräbern der Niederlande in einem Projekt der Provinz Drente und der Reichsuniversität Groningen von der Stiftung Gratama mittels Photogrammetrie in einem 3D-Atlas erfasst.

## Beschreibung
Bei der Anlage handelt es sich um ein ostnordost-westsüdwestlich orientiertes Ganggrab. Die Grabkammer war ursprünglich vollständig von einem Erdhügel bedeckt und mit Rollsteinen ummantelt. Eine steinerne Umfassung war nicht vorhanden. Die Kammer hat eine Länge von 5,9 m und eine Breite von 2,8 m. Sie besteht aus vier Wandsteinpaaren an den Langseiten, je einem Abschlussstein an den Schmalseiten und vier Decksteinen. Die Zwischenräume der Wandsteine waren ursprünglich mit Trockenmauerwerk ausgefüllt. Die Kammer wies ein Bodenpflaster auf, das aus zwei Lagen aus Steinen bestand, zwischen denen eine Fundschicht verlief. Zwischen dem von Westen aus gesehen ersten und zweiten Wandstein der südlichen Langseite befindet sich der Zugang zur Kammer. Hier konnten van Giffen und Kjaerum 1960 einen Schwellenstein ausmachen. Vorgelagerte Gangsteine waren nie vorhanden.

## Funde
Bei der Untersuchung von 1809 wurden vor allem zwischen den beiden Steinpflastern zahlreiche Keramikfunde gemacht. Drei Gefäße (eine Terrine, eine Kragenflasche und eine kleine Schale) waren vollständig erhalten, hinzu kamen 14 oder 15 zerscherbte Gefäße. Funde von Stein- oder Feuerstein-Geräten wurden nicht erwähnt. Nur die drei vollständigen Gefäße wurden aufbewahrt. Sie befinden sich heute im Rijksmuseum van Oudheden in Leiden.